# Jan Bondol
Jan (Jean, Jehan) Bondol (Boudolf, Baudolf, de Bruges), znany również jako Hennequin de Bruges (ur. 1340 w Brugii, zm. 1400) – niderlandzki malarz iluminator, reprezentant gotyku międzynarodowego.
Bondol pochodził z Brugii, swoją działalność artystyczną rozpoczął przed 1368 rokiem. Był wówczas malarzem nadwornym Karola V, od którego otrzymał dom w Saint-Quentin na północy Francji. Do 1381 roku otrzymywał różnej wysokości wypłaty ze skarbca królewskiego; w tym samym roku informacje na temat artysty urywają się. Prócz króla pracował również dla jego braci.

## Twórczość
W 1377 roku wykonał dla Ludwika I Andegaweńskiego kartony do zespołu tapiserii – cyklu tkanin zwanych Apokalipsą z Angers. Bondol wykorzystał miniatury z Apokalipsy, rozbudowując ich aranżację przestrzenną poprzez zaakcentowanie kontrastu pomiędzy ciemniejszym planem w głębi i jasnych figur z przodu. Postacie umieszczał pomiędzy bogato ozdobionymi elementami architektonicznymi lub wiązał je z dużymi budowlami o wielowymiarowych bryłach, ukazanych z całkiem udaną próbą oddania perspektywy, wreszcie kładąc nacisk na plastyczność figur i przedmiotów. To, czy Bondol był autorem rysunków projektowych czy tylko kartonów, według których utkano tapiserie, pozostaje kwestia sporną. Większość historyków uznaje jego całościowe autorstwo.
Jedynym sygnowanym dziełem Bondola jest miniatura dekoracyjna w Bible historiale z Hagi. Biblia została podarowana Karolowi V 28 marca 1372 roku przez jego szambelana Jeana de Vaudetara. Na miniaturze dedykacyjnej znajduje się napis złotymi literami z nazwiskiem Bondola I datą. Miniatura przedstawia króla w stroju uczonego, siedzącego na tronie. Przed nim przyklęka Vaudetar i wręcza mu księgę. Postać władcy ma bardzo wyrazistą twarz, skupioną na zawartości księgi; ciekawość potęguje gest lekko uniesionej ręki. Za pomocą ukazanych w perspektywie płytek posadzkowych i baldachimu nad tronem Bondol uzyskuje wrażenie trójwymiarowości; widz ogląda scenę poprzez architektoniczny łuk gotyckiej arkady. Obie postacie zostały wykonane w technice grisaille na wzór figur Jeana Pucelle'a oraz Mistrza Paramentu z Narbonne, na kontrastującym błękitnym tle kotary z herbowymi ornamentami fleur-de-lis.

## Identyfikacja artysty
Jan Bondol jest czasem utożsamiany z „Janem z Brugii, malarzem”, tworzącym w latach 1371-1372 w Dijon i będącym w służbie księcia burgundzkiego Filipa Śmiałego. W tych latach artysta udekorował kilka obiektów, m.in. paradną lektykę Małgorzaty Flandryjskiej oraz wykonał freski św. Krzysztofa w kościele w Semur-en-Auxois. W tych samych latach działał inny artysta, Juan de Brugas, którego również identyfikuje się z Bondolem. Według Antoniego Ziemby, w Brugii w tym okresie mogło być wielu artystów o tym samym, bardzo popularnym wówczas imieniu i niekoniecznie muszą oni być tożsami z Janem Bondolem.